# Sommersell (Barntrup)

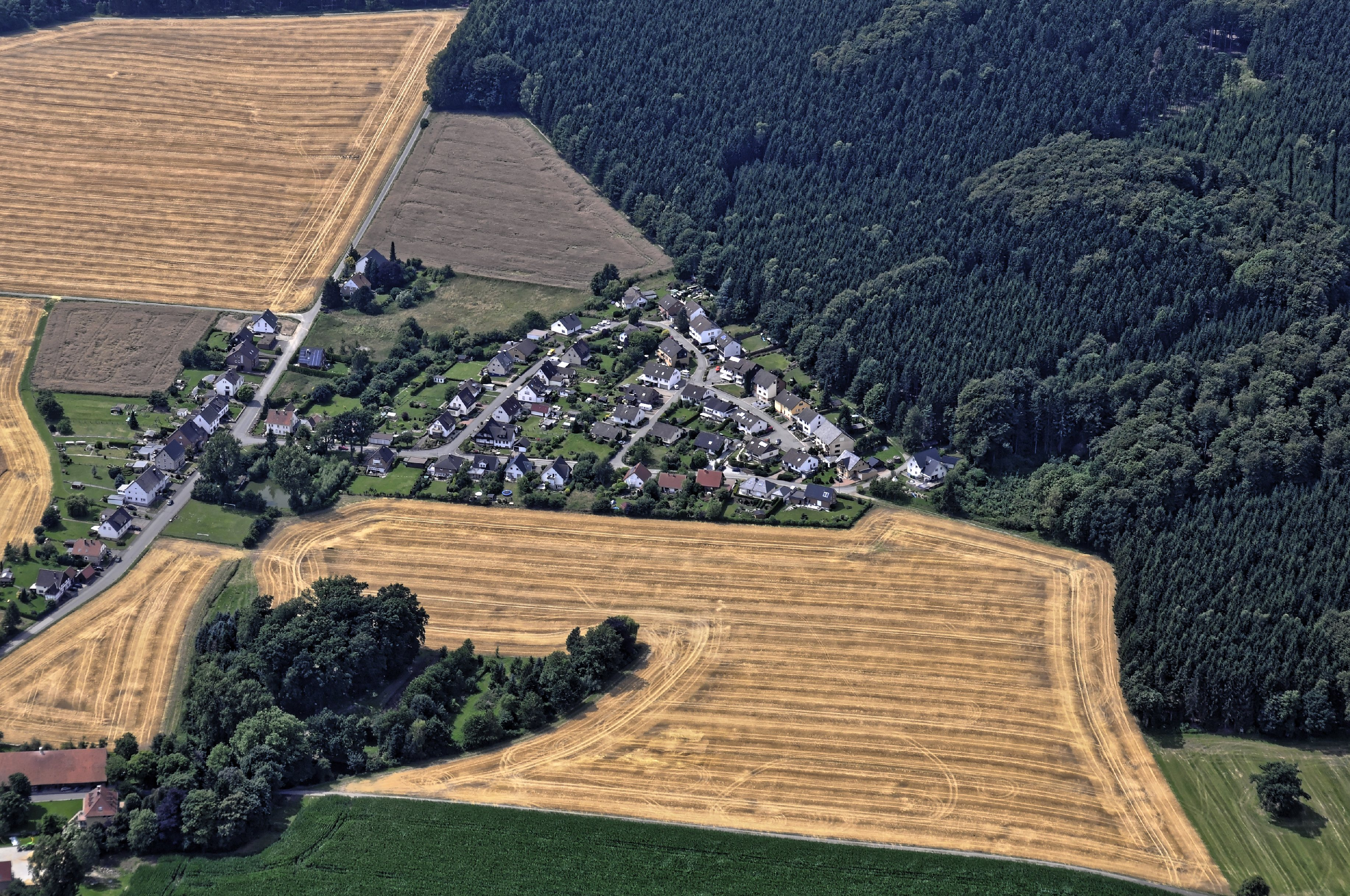
Sommersell von oben

Sommersell ist ein Ortsteil der lippischen Stadt Barntrup in Nordrhein-Westfalen.

## Geschichte
Sommersell wurde 1364 erstmals urkundlich als Sommersele erwähnt. Der Name basiert auf dem Familiennamen Sudmar; der Ort wurde vormals Sudmars Siedlung genannt. Am 1. Oktober 1921 wurde die neue Gemeinde Selbeck durch Ausgliederung aus der Gemeinde Sommersell neu gebildet. Im Jahr 1928 wurde Sommersell an die elektrische Stromversorgung angeschlossen.
Am 1. Januar 1969 wurde der Ort in die Stadt Barntrup eingegliedert.

## Einwohnerentwicklung
Die Einwohnerzahl betrug am 31. Dezember 2009 noch 398 (84 Einwohner/m²)
| Datum      | Einwohnerzahl |
| ---------- | ------------- |
| 1860       | 253           |
| 1939       | 262           |
| 30.06.1962 | 320           |
| 31.12.2014 | 347           |
| 31.12.2015 | 346           |
| 31.12.2016 | 338           |
| 30.06.2017 | 336           |
| 31.12.2017 | 347           |
| 01.06.2018 | 345           |
| 01.01.2019 | 342           |
| 31.12.2019 | 325           |
| 29.07.2020 | 329           |
| 01.01.2021 | 328           |
| 01.07.2021 | 322           |